# Incendie
Pour les articles homonymes, voir Incendie (homonymie).
 (décembre 2012).
Si vous disposez d'ouvrages ou d'articles de référence ou si vous connaissez des sites web de qualité traitant du thème abordé ici, merci de compléter l'article en donnant les références utiles à sa vérifiabilité et en les liant à la section « Notes et références ».
Un incendie est un feu non maîtrisé, ni dans le temps, ni dans l'espace. La caractéristique d'un incendie est de pouvoir s'étendre rapidement et d'occasionner des dégâts généralement importants. Ses conséquences sont destructrices tant sur l'environnement dans lequel il évolue que sur les êtres vivants qu'il rencontre.

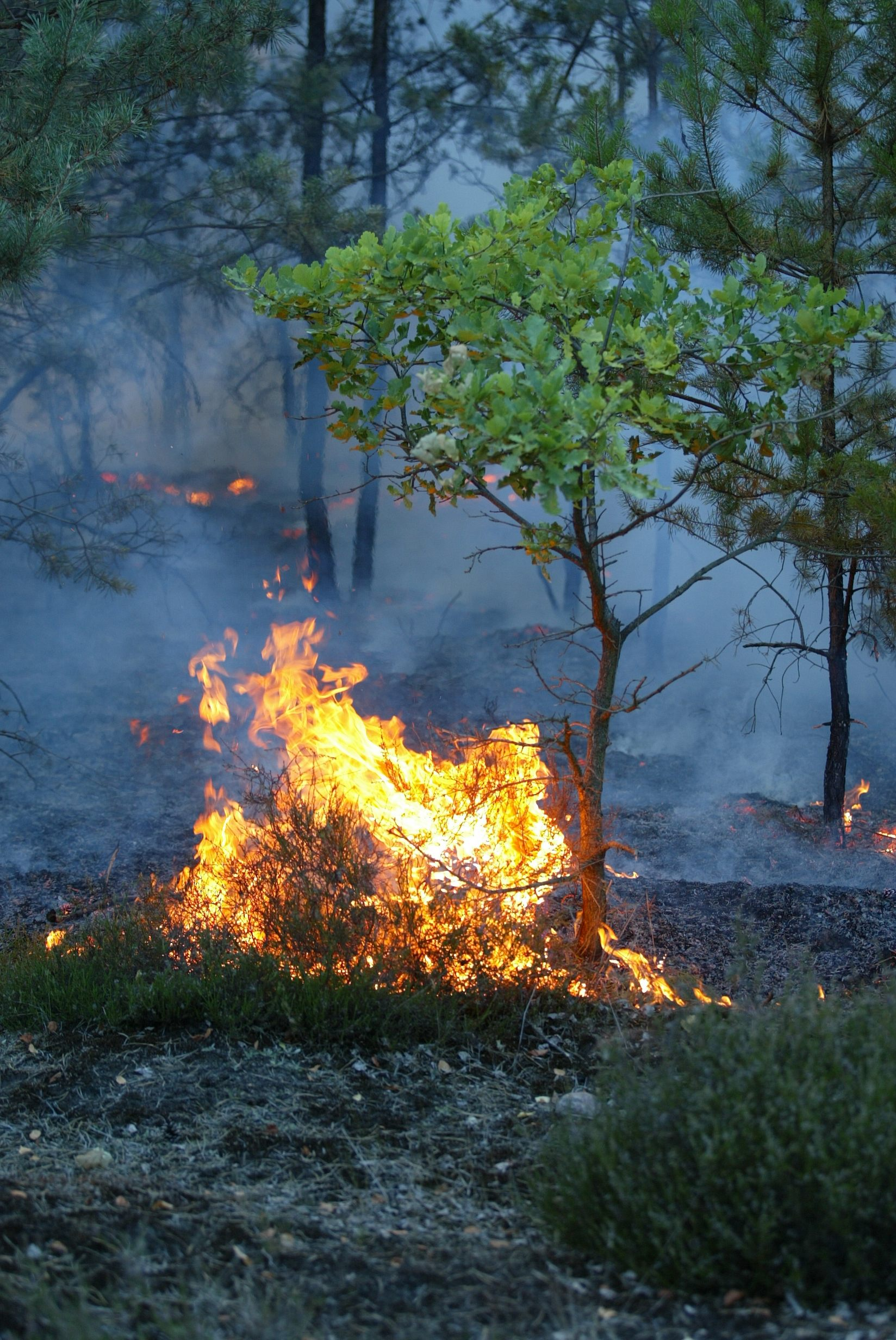
Feu de forêt.

Les risques d'incendie ont conduit à la création d'un corps spécialisé dans l'organisation de la prévention et de la lutte contre l'incendie : les pompiers.

## Causes
Les causes d'incendies sont nombreuses, mais la majeure partie des incendies a une origine humaine (imprudence, malveillance, mauvaise préparation aux catastrophes naturelles telles que tremblements de terre, tsunamis…) : utilisations d'armes (incendiaires notamment) ; causes techniques, dont réactions chimiques très exothermiques, les contextes d'« atmosphères explosives » ; utilisation de chalumeaux ou de matériels électriques ou faisant des étincelles, qui sont fréquemment responsables d'incendies de chantiers (un tous les trois jours rien qu'à Paris).
Les raccordements défectueux illégaux au réseau électrique sont une cause connue d'incendie, avec divers cas produits.

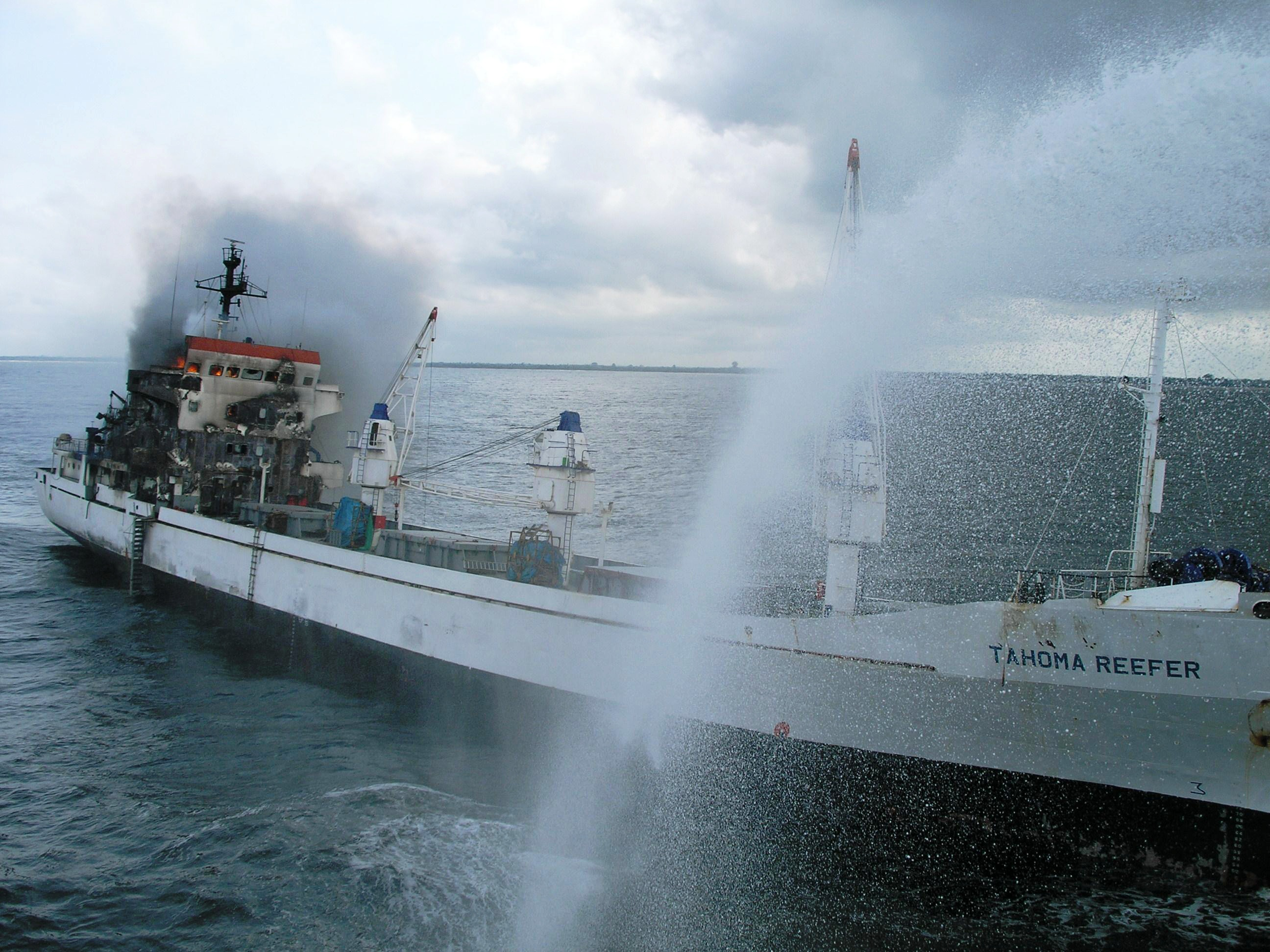
Navire frigorifique estonien Tahoma Reefer en feu dans le port de Monrovia, au Liberia. Il fut secouru par un navire du Military Sealift Command.

Les causes d'incendies naturels sont la foudre, l'éruption volcanique avec coulées de lave, certaines catastrophes naturelles et bien plus rarement la fermentation (tourbières…).
Selon les experts, les incendies d'origine électrique sont souvent dus à des dégradations localisées des câbles et des connexions entrainant une surchauffe ponctuelle et une carbonisation des isolants qui peuvent s'enflammer dès l'apparition d'un arc électrique, en particulier au niveau des connexions, ces phénomènes étaient quasiment indétectables, jusqu'à l'apparition de la technologie du détecteur d'arc, qui sont devenus obligatoires aux États-Unis depuis plus de dix ans sous le nom de AFCI (en anglais : Arc fault circuit interupter). Cette technologie est émergente hors des États-Unis et fait l’objet d’une Norme internationale IEC 62 606 qui définit le mode de fonctionnement de ces produits qui sont appelés AFDD (en anglais : Arc fault detection device).
Après les actes volontaires, on estime que le non-respect de l'interdiction de fumer et les incidents d'origine électrique constituent la majeure partie des risques de départ d'incendie.
Il est possible de limiter les risques de départ et d'alimentation du feu en aménageant les forêts par, par exemple, des campagnes de débroussaillement.

## Dangers

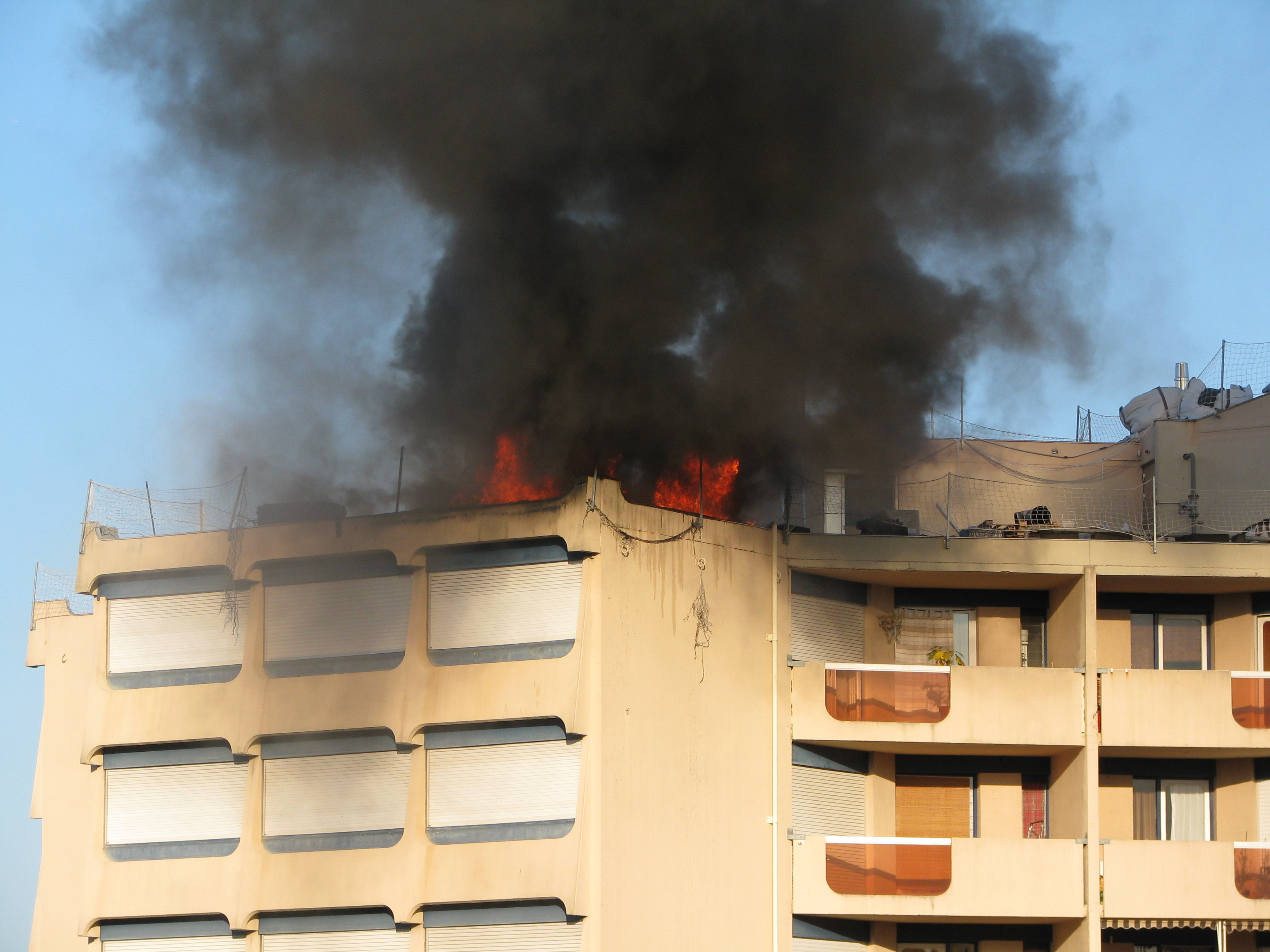
Début d'incendie. L'épaisse fumée noire est produite par la combustion du goudron.

Une partie des principaux dangers auxquels s'expose une personne proche d'un incendie sont liés à la chaleur élevée. Même en dehors des flammes, on s'expose au risque de brûlure dues principalement aux fumées chaudes, mais aussi au rayonnement infrarouge, au contact avec des objets chauffés, à l'air chauffé, ou bien aux vapeurs d'eau produites par l'arrosage. Pour se prémunir des brûlures, les pompiers sont équipés de vêtements protecteurs ignifugés et de casques ralentissant la progression de la chaleur vers la peau.
Les autres risques sont essentiellement respiratoires. En effet le feu consomme le dioxygène de l'air, indispensable à la survie et peut donc entraîner une asphyxie que l'on nomme risque anoxie. En outre, le feu dégage des fines particules (communément appelées fumée) qui peuvent venir brûler l'intérieur des poumons, et souvent des gaz toxiques pouvant provoquer des empoisonnements, notamment le monoxyde de carbone (inhalation de fumées).
À titre d'exemple, les matières plastiques contenues dans une voiture peuvent générer 200 000 m3 de fumée à un rythme de 20 à 30 mètres cubes par seconde. C'est pourquoi les pompiers portent un appareil respiratoire isolant.
La chaleur peut provoquer des explosions de bouteilles de gaz et de réservoirs, ainsi que de certains produits comme les engrais ammonitrés. Ces explosions peuvent provoquer des traumatismes par chute (personne renversée), projection d'éclats, ainsi que de par la surpression occasionnée (blast).
En intérieur, il faut ajouter deux risques :
- l'obscurcissement de la vision par la fumée : on ne voit pas où l'on va, et l'on peut donc faire une chute ou se perdre ;
- le risque d'effondrement de la structure.

## Dégâts résultant d'un incendie

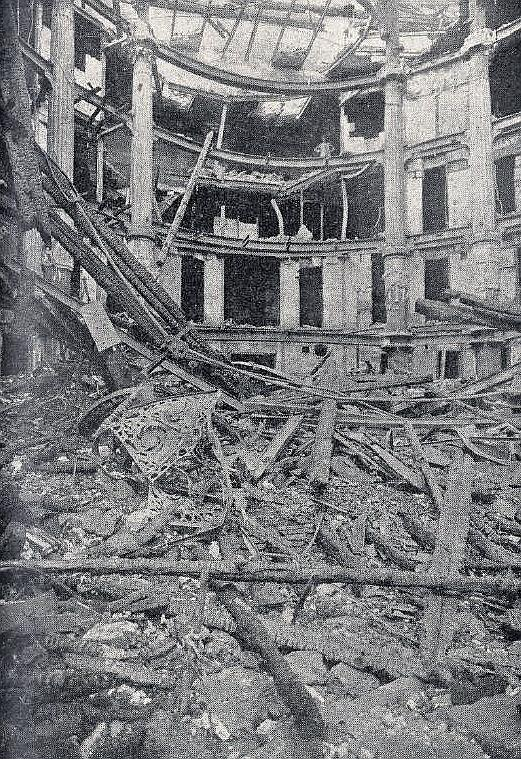
Restes calcinés de la salle du théâtre du Capitole, au lendemain de l'incendie du 10 août 1917.

Lors d'un incendie, les dégâts ne sont pas uniquement causés par le feu lui-même.
Tout d'abord, les suies dues à la combustion peuvent voyager bien plus loin que les limites du feu lui-même. Il n'est pas rare en effet que les suies d'incendie se propagent à d'autres pièces, voire à d'autres bâtiments. Ces suies sont extrêmement volatiles et pénètrent partout, y compris dans tous les appareils électroniques exposés ce qui peut, en cas de non traitement, mener à un nouvel incendie dans le futur. C'est pour cette raison qu'il est indispensable de faire appel à des sociétés spécialisées de l'assainissement après sinistres.
Ensuite, lors de la combustion, des vapeurs chlorées sont rejetées dans l'atmosphère et pénètrent également partout. Si l'effet n'est pas directement visible, il est mesurable et doit absolument être pris en compte lors du choix des techniques d'assainissement du site. Si la zone sinistrée n'est pas traitée correctement, un problème de corrosion va vite apparaître et toucher toutes les pièces métalliques, y compris toute l'électronique. Ce phénomène peut entraîner l'effondrement de structures ou un nouvel incendie si l'électronique est touchée.
Pour finir, la plupart des dégâts proviennent généralement des centaines, voire des milliers de mètres cubes d'eau nécessaires à éteindre, puis refroidir un incendie. Il n'est pas rare non plus qu'une inondation se produise à la suite de l'explosion d'une conduite d'eau sous l'effet de la chaleur dégagée par les flammes. Toute une opération de séchage et de déshumidification du site est donc nécessaire dans la majorité des cas.
Si une action rapide des services de secours est primordiale, un bon assainissement professionnel et durable est nécessaire afin de préserver ce que les pompiers ont réussi à sauver.

## Développement d'un incendie
Un incendie se développe en plusieurs phases au cours desquelles sa température va s'élever. Cependant en fonction de son environnement, il peut aussi s'étendre et décliner s'il manque de combustible, de comburant ou de chaleur.

### Éclosion
La rencontre des éléments du triangle du feu, c’est-à-dire un combustible, un comburant (en général le dioxygène de l'air) et une énergie d'activation (chaleur, flamme nue, étincelle) suffisante vont permettre à la combustion de s'amorcer.
À ce stade, le dégagement de chaleur est modéré, les fumées peu abondantes (appelée parfois à tort aérosol, ce terme désignant en fait un mélange liquide/gaz alors que la fumée est un mélange solide/gaz)

### Croissance

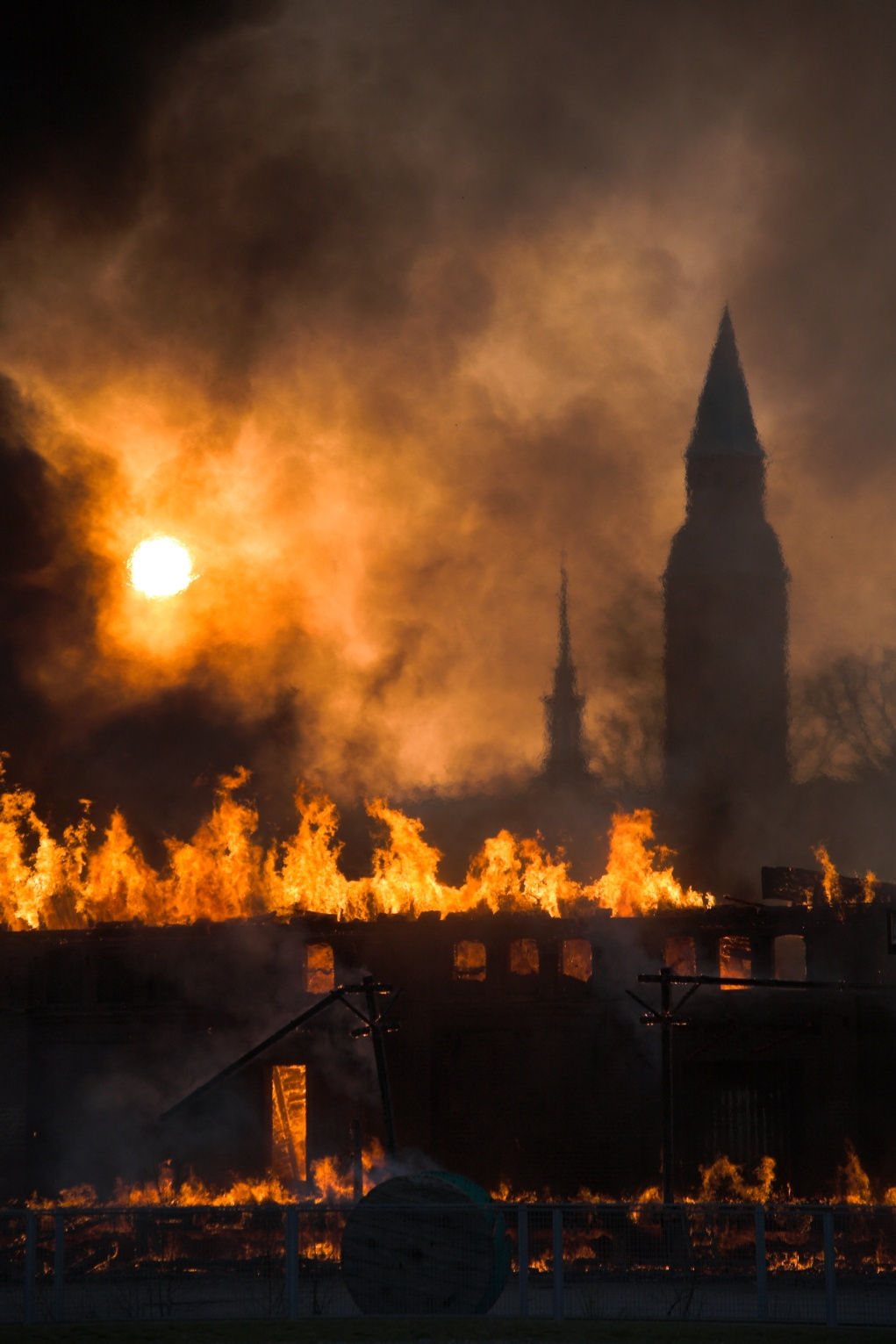
L'incendie des entrepôts VR à Helsinki, en Finlande, le 5 mai 2006.

La combustion produit de la chaleur (réaction exothermique), le feu entretient et accroît l'énergie d'activation. Si le combustible et le comburant sont disponibles en quantités suffisantes, l'incendie s'étend de manière exponentielle. On estime que pour éteindre un feu sec naissant, il faut :
- un verre d'eau durant la première minute ;
- un seau d'eau au cours de la deuxième minute ;
- une citerne d'eau au bout de la troisième minute.

Dans le cas d'un feu dans un volume clos (par exemple un feu d'habitation), on estime que la température de l'air atteint 600 °C au bout de cinq minutes alors que dans une cage d'escalier, elle peut atteindre 1 200 °C dans le même temps.

### Phénomènes thermiques et progressions rapides du feu
Dans certaines conditions, il peut se produire une progression rapide du feu (PRF) par des accidents thermiques. Le principal facteur favorisant l'apparition de ces phénomènes est le flux d'air alimentant le feu :
- feu alimenté en air : embrasement généralisé éclair par exemple dans un local semi-ouvert ;
- feu carencé en air : explosion de fumées par exemple par apport soudain d'air par ouverture rapide d'une porte.

Cependant, les phénomènes sont plus complexes, et les Anglosaxons distinguent deux types d'explosion de fumées, le backdraft et le smoke explosion, et envisagent la possibilité d'une explosion avec un feu alimenté (high pressure backdraft).
Ces phénomènes peuvent se produire pour des volumes très réduits, comme un conteneur de poubelles métallique.

### Feu constitué
C'est le moment où le feu est au plus fort. À ce moment-là, il se stabilise et va entreprendre sa phase de déclin.

### Déclin
Le déclin intervient lorsque le feu cesse de croître. Le feu va progressivement baisser en intensité puis entrer en combustion lente jusqu'à ce qu'il manque de combustible et s'éteigne.

## Modes de propagation

### Rayonnement
Il s'agit d'un mode de propagation à distance qui peut se faire dans le vide. C'est le phénomène qui fait que lorsque l'on est face à un feu, le côté exposé est chaud alors que le côté opposé est froid.
La fréquence du rayonnement située est dans l'infrarouge (IR).
La puissance du rayonnement est fonction de :
- la température (le rayonnement augmente avec la puissance quatrième de la température)
- la distance (le rayonnement diminue avec le carré de la distance)
- la nature des particules constituant les fumées, notamment les suies

### Convection

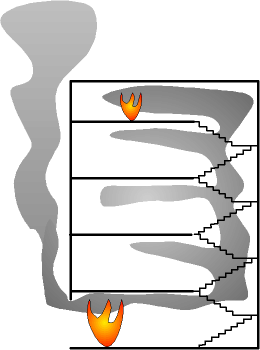
Propagation verticale de l'incendie aux étages supérieurs par la convection de fumée dans une cage d'escalier.

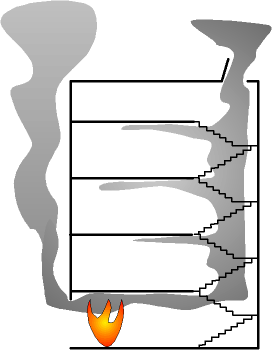
L'ouverture d'une trappe de désenfumage empêche l'accumulation de fumée au dernier étage du bâtiment.

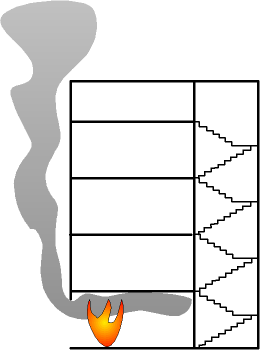
Une porte coupe-feu empêche pendant un temps la propagation de fumée et donc de l'incendie, et protège les personnes contre l'intoxication.

La convection est un transport de gaz chaud. Un gaz chaud monte : la densité d'un gaz diminue avec la chaleur, la poussée d'Archimède provoque donc l'élévation de cette masse. Lorsque cette masse atteint un obstacle froid (par exemple un plafond), elle lui transfère sa chaleur, refroidit et retombe, il a donc un mouvement de « roulement », similaire au mouvement de l'eau portée à ébullition dans une casserole.
Dans le cas d'un incendie, les fumées suivent le même comportement ascendant. Elles peuvent parcourir des distances importantes et transférer leur chaleur à un matériau combustible qui serait sur leur trajet. On cite fréquemment le cas des feux de cave dont les fumées empruntent la cage d'escalier, épargnent les étages intermédiaires et s'accumulent dans les combles avant de les embraser. Dans le cas où les fumées contiennent des particules imbrûlées du fait d'une combustion incomplète, leur accumulation en un point distant peut conduire à une reprise explosive du foyer.
Pour lutter contre l'accumulation des fumées et limiter leur caractère dangereux, des systèmes de désenfumage (trappes, ouvrants ou extracteurs) peuvent être implantés dans un bâtiment. À défaut, une des premières actions des sapeurs-pompiers sera de pratiquer une ouverture haute, au besoin en cassant le toit, une vitre ou bien un mur. Les portes coupe-feu limitent la propagation des fumées et donc celle de l'incendie. Elles protègent les personnes contre l'intoxication par les fumées.

### Conduction
La conduction thermique est le mode de transfert thermique provoqué par une différence de température entre deux régions d'un même milieu ou entre deux milieux en contact sans déplacement appréciable de molécules. Ce transfert thermique spontané d'une région de température élevée vers une région de température plus basse obéit à la loi de Fourier.
Ainsi, le manche d'une cuillère métallique qui dépasse d'un plat bouillant va s'échauffer jusqu'à devenir brûlant. Lors d'un incendie, ce même phénomène peut transporter d'importantes quantités d'énergie d'une pièce à l'autre d'un bâtiment. Les matériaux métalliques (éléments de charpentes, rails, conduites, fers à béton…) ont une conductivité particulièrement élevée.

### Projection
Des objets enflammés ou incandescents peuvent voyager dans l'air, soit emportés par le vent s'ils sont légers (par exemple feuilles d'arbre ou de papier, escarbilles), soit être projetés par une explosion. Ces objets peuvent créer de nouveaux foyers distants.

## Puissance thermique
Plusieurs valeurs permettent d'approcher la quantité d'énergie libérée au cours d'un incendie :
- le pouvoir calorifique d'un combustible : exprimé en kJ/kg ou kJ/m³, c'est la quantité maximale de chaleur que peut dégager l'unité de masse ou de volume pour une combustion complète ;
- la charge calorifique : exprimée en kJ pour une zone, c'est la quantité totale de chaleur que peuvent dégager l'ensemble des combustibles présents dans un espace déterminé (une pièce par exemple) ;
- le potentiel calorifique : en kJ/m² (pour une zone), c'est la charge calorifique rapportée à la surface au sol de l'espace considéré ;
- le débit calorifique : en kJ/kg/s ou W/kg, c'est la quantité de chaleur produite par une unité de temps pour la combustion de l'unité de masse d'un combustible.

La chaleur dégagée par seconde (puissance thermique) lors d'un incendie dépend essentiellement du potentiel calorifique des objets. Voici à titre indicatif quelques puissances :
- une chaise capitonnée : 500 kW (0,5 MW) ;
- une petite commode : 1,8 MW ;
- un canapé trois places : 3,5 MW ;
- deux lits jumeaux en pin : 4,5 MW ;
- puissance dégagée lors d'un embrasement généralisé éclair : 3—10 MW (7 MW en moyenne).

Ceci est à comparer avec la puissance thermique absorbable par un jet d'eau diffusé :
- 0,5 MW à 40 L/min ;
- 2 MW à 150 L/min ;
- 6 MW à 500 L/min.

Les vêtements de protection (textiles ignifugés) des pompiers, quant à eux, garantissent en 2005 une protection contre un flux de chaleur de 40 kW/m2, soit 0,04 MW/m2.

## Incendies célèbres

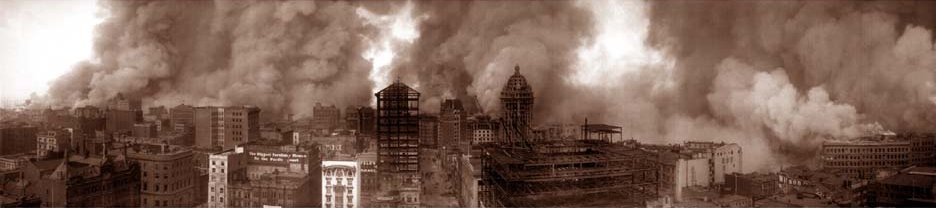
Incendie de San Francisco en 1906.

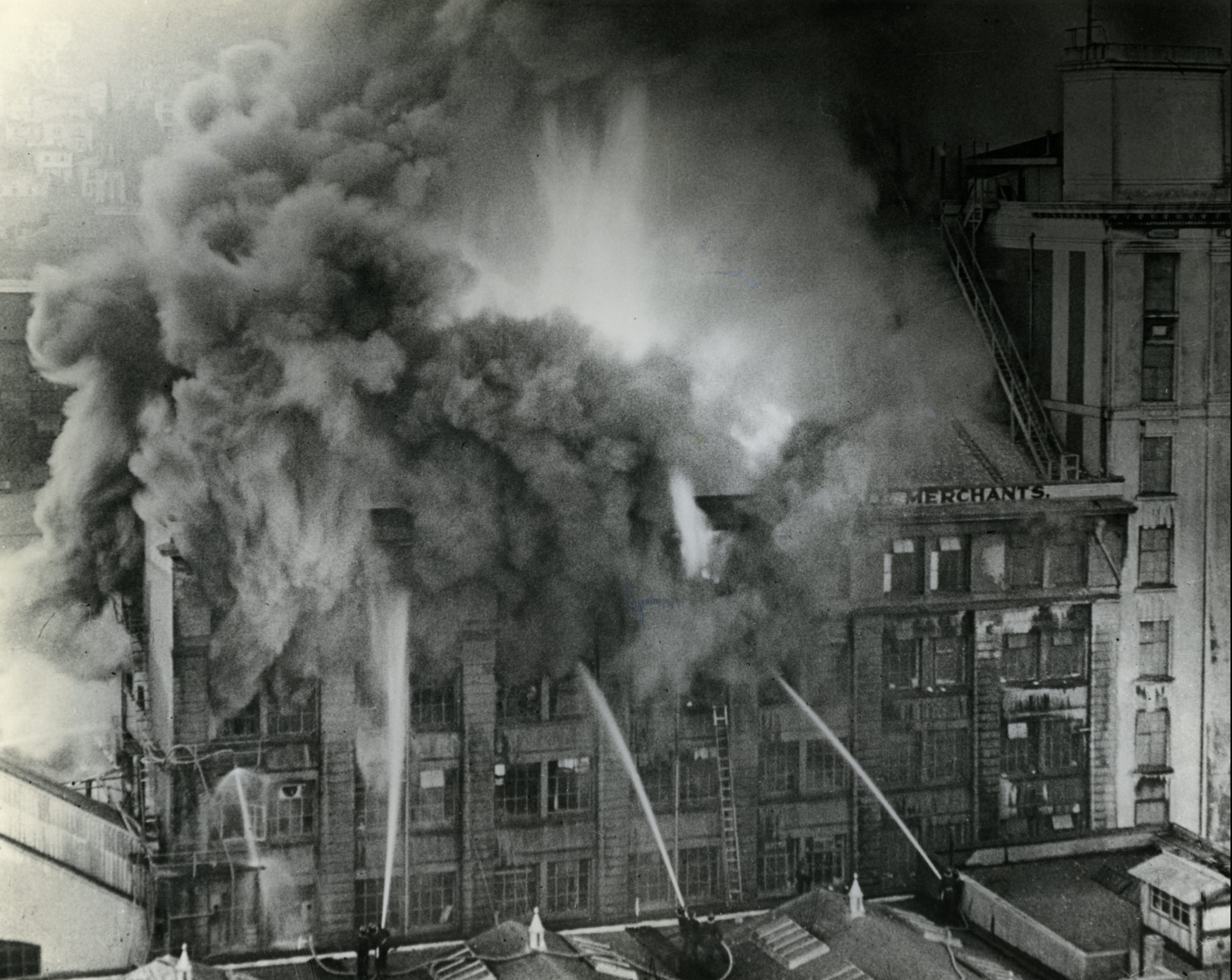
Incendie du Hope Gibbons Building à Wellington en 1952.

- Les incendies de la Rome antique, en 64 et 191.
- Le Grand incendie de Bourges du 22 juillet 1487.
- Le Grand incendie de Londres du 2 au 5 septembre 1666.
- L’incendie de l'ambassade d'Autriche à Paris, le 1er juillet 1810.
- L'incendie de Hambourg du 5 au 8 mai 1842, qui détruit quelque 4 000 logements et prive de toit environ 10% de la population.
- L’incendie de l'église de la Compagnie à Santiago, au Chili, le 8 décembre 1863, où de 2 000 à 3 000 personnes trouvent la mort lors d'une célébration de l'Immaculée Conception.
- Les incendies de Paris pendant la Commune, en mai 1871, qui entraînent la destruction de bâtiments officiels dont le Palais des Tuileries et l'anéantissement des registres paroissiaux et d'état civil antérieurs à 1860.
- Le Grand incendie de Chicago du 8 au 10 octobre 1871, qui détruit la majeure partie de la ville reconstruite d'une façon innovante avec les premiers gratte-ciel.
- L'incendie du Bazar de la Charité, à Paris, le 4 mai 1897, où 125 personnes (dont 118 femmes) trouvent la mort.
- L'incendie de San Francisco, provoqué par le tremblement de terre de 1906.
- L'incendie de Colombie-britannique au Canada en 1908[8],[9],[10]. Mis en scène dans la pièce La Fournaise de Jacques Aeschlimann (1944).
- L'incendie de Smyrne en septembre 1922.
- L'incendie du Reichstag, à Berlin, le 27 février 1933.
- L'incendie des Nouvelles Galeries, sur la Canebière à Marseille, en 1938.
- L'incendie à Hambourg de fin juillet à début août 1943, lors de l'opération Gomorrhe.
- L'incendie de l'Innovation du 22 mai 1967 à Bruxelles, qui cause la mort de 251 personnes et fait 150 blessés.
- L'incendie d'un dancing à Saint-Laurent-du-Pont le 1er novembre 1970, où périssent 146 jeunes.
- L'incendie criminel du CES Édouard-Pailleron, à Paris, le 6 février 1973, qui fait 20 morts dont 16 enfants et met en évidence des erreurs de construction imputables à l'État.
- Les incendies du Mercredi des Cendres de février 1983, en Australie, qui font 75 morts.
- L'incendie du Théâtre de la Fenice, à Venise, le 29 janvier 1996.
- L'incendie du tunnel du Mont-Blanc, le 24 mars 1999.
- Les feux de forêt de l'été 2007 en Grèce.
- Les incendies de Californie d'octobre 2007, du 20 octobre au 9 novembre 2007.
- Les incendies de végétation du Victoria de 2009 en février en Australie, qui font au moins 181 morts[11] et des destructions importantes (365 000 hectares, mille maisons[12]).
- L'incendie de Notre-Dame de Paris, le 15 avril 2019.

## Incendies volontaires
Un incendie criminel est l'acte volontaire de mettre le feu dans l'intention de détruire un bien ou de tuer des individus. Moyen de vengeance, l'incendie criminel est aussi l'œuvre de personnes atteintes de troubles psychiatriques ou pyromanes. Les incendies criminels sont aussi depuis longtemps une pratique courante au cours d'affrontements militaires ou sociaux[réf. souhaitée].

### Les mobiles
- Intention de nuire
- Pyromanie
- Escroquerie aux assurances
- Promoteurs immobiliers

## Mise en cause du réchauffement climatique
Une thèse se développe selon laquelle le réchauffement climatique serait la cause majeure de l'augmentation du nombre d'incendies,,, du moins lorsqu'ils sont de grande ampleur.
En 2019, les émissions de carbone dues aux incendies de forêts dans le monde ont atteint 7,8 milliards de tonnes, d'après la base de données Global Fire Emissions. Elles ont représenté un cinquième des émissions liées à la combustion des énergies fossiles. Sur les huit premiers mois de 2020, 13 millions d'hectares ont brûlé dans l'Arctique, émettant 244 millions de tonnes de dioxyde de carbone, et dans l'ouest américain des centaines de feux ont déjà ravagé plus de 2 millions d'hectares.

## Réglementation
Le risque d'incendie est parfois considéré comme suffisamment sérieux pour induire une législation spécifique, notamment pour l'habitat, les lieux de travail, ou les lieux de transport tels qu'en particulier les tunnels, les bateaux et les avions.
Les États-Unis et la Grande Bretagne disposent de lois sur l’inflammabilité potentielle des matériaux internes utilisés dans le cladding[C'est-à-dire ?], mais d'autres facteurs peuvent entrer en jeu, comme la façon et l'installation.
Au Connecticut, les réglementations du département du Public Safety, et les sections 29-291a-1 à 29-291a-10 incluses de la réglementation des agences d’État du Connecticut et leurs normes adoptées sont connues sous l'appellation Connecticut State Fire Prevention Code.
À Hong Kong, le développement du cadre de travail pour la sûreté incendie dans les bâtiments est basé sur une approche hiérarchique, comme cela se fait dans les systèmes réglementés sur la base des performances comme en Australie, aux États-Unis, ou en Nouvelle-Zélande.
Aux États-Unis, on appelle fire lane des aménagements réalisés pour permettre l'accès des secours. Ces fire lane font l'objet de réglementations par endroits[évasif].
En Ontario, les deux principales législations sont l'Ontario Building Code Act (Ontario Regulation 350/06) et l'Ontario Fire Protection and Prevention Act 1997 tel qu'amendé. Depuis 2010, l’utilisation de gicleurs est obligatoire pour les bâtiments de plus de trois étages.
En 1625, la Dutch West India Company a établi des règles sur les types et la localisation des logements qui pouvaient être construits à La Nouvelle-Amsterdam qui deviendra par la suite la réglementation la plus complète pour la construction aux États-Unis. Vers 1674 les lois réglementant la construction se sont étendues, la prévention du feu était en place. En 1860, les lois de construction de New York City ont été revues et renforcées en raison de la survenue de vingt décès[réf. nécessaire].
À la suite de l'incendie des tours jumelles du World Trade Center le 11 septembre 2001 la législation sur l'utilisation des gicleurs a été étendue aux bâtiments existants d'une hauteur de plus de 100 pieds (soit environ 30 mètres) dès 2019.

### La sécurité anti-incendie aux États-Unis
Aux États-Unis, environ 3 000 personnes meurent chaque année pour cause d'incendie. Pour cette raison, la réglementation y est assez stricte : les matériaux doivent être testés contre le feu dans des conditions réelles, et les gicleurs y sont obligatoires.

### La sécurité anti-incendie dans l'Union européenne
Une Directive du Conseil du 21 décembre 1988 relative au rapprochement des dispositions législatives, réglementaires et administratives des États membres concernant les produits de construction (89 / 106 / CEE) modifiée par la Directive 93/68/CEE du Conseil du 22 juillet 1993 donne un cadre aux législations et réglementations techniques relatifs à la sécurité incendie dans les États-membres de l'Union européenne.
D'après cette directive, l'ouvrage doit être conçu et construit de manière que, en cas d'incendie :
- la stabilité des éléments porteurs de l'ouvrage puisse être présumée pendant une durée déterminée ;
- l'apparition et la propagation du feu et de la fumée à l'intérieur de l'ouvrage soient limitées ;
- l'extension du feu à des ouvrages voisins soit limitée ;
- les occupants puissent quitter l'ouvrage indemnes ou être secourus d'une autre manière ;
- la sécurité des équipes de secours soit prise en considération[25].

Cette directive a conduit à la publication des titres et des références des normes harmonisées au titre de la législation d'harmonisation de l'Union (2013/C 59/01).
En Europe, la norme EN 13501-1 existe. Elle est plus complète que la norme ASTM E-84 des États-Unis ou que la norme BS 476: part 6 & 7 du Royaume-Uni, en ce qu'elle prend en compte la notion de burning droplets[C'est-à-dire ?]. En fait, cette norme européenne prend en compte cinq sujets : l'inflammabilité, la combustibilité, l'étalement du feu, le développement de fumée et de droplets.
La norme définit quelques catégories principales :
- Produits incombustibles : Zero combustion / Incombustible products : A1 ou A2 ;
- Produits difficilement combustibles : Limited contribution / Hardly combustible products : B ;
- Produits modérément combustibles : Limited contribution / Moderately combustible products : C ;
- Produits modérément combustibles : Acceptable contribution / Moderately combustible products : D.

En France, à la suite de l'incendie d'une tour de Roubaix, des panneaux d'isolant ont été changés sur différents bâtiments de l'agglomération lilloise.

### Angleterre, pays de Galles, Écosse et Irlande du Nord
Au pays de Galles, les gicleurs (localement appelés sprinklers) ne sont obligatoires que pour les bâtiments construits après 2016.
En Écosse, la loi sur les gicleurs (localement appelés sprinklers) n'a été introduite qu'en 2005 .
Au Royaume-Uni, le gouvernement dit attendre une combustibilité limitée (type A2) des bardages de bâtiment, mais l'industrie de la construction a lu depuis des années dans la réglementation anglaise que du matériau de l'Euroclass B suffit.

### Israël
Dans le cas d'Israël, des règles de construction existent, mais elles ont été relâchées dans une logique libérale.
De ce fait des tours enduites de panneaux inflammables existent comme à la Grenfell tower d'Angleterre. Toutefois, dans ce pays comme dans d'autres, les services anti-incendie n'ont pas les moyens d'agir pour prévenir ou pour sanctionner ces pratiques.

### Réglementation dans les transports
Les diverses normes relatives aux véhicules routiers comme aux autocars, notamment en matière d'incendies, sont définies à divers échelons, comme l'ONU, l'Union européenne, ou la France. Certaines directives européennes ont également été abrogées.

### Note
1. ↑  Emprunté au latin incendium « embrasement, feu », lui-même substantivation du verbe incendere, « embraser ». 

Par extension, ardeur vive (ardeur des sentiments, des passions), bouleversement violent, sensation de brûlure (un piment aux effets incendiaire). 

Synonyme : conflagration (terme technique[1], littéraire, suranné).